# Апостольский нунций в Венеции
Апостольский нунций в Венецианской Республике или Апостольский нунций в Венеции — бывший церковно-дипломатический пост Святого Престола, представлявший интересы Папства в Венецианской республике. Данный дипломатический пост занимал церковно-дипломатический представитель Ватикана в ранге посла. Резиденция Апостольской нунциатуры в Венецианской республике находилась в Венеции с XV века по 1797 год. 

## История
Апостольская нунциатура в Венеции была второй апостольской нунциатурой, официально учреждённой Святым Престолом после того, как, в 1492 году, была учреждена Апостольская нунциатура в Испании. Основанная в 1498 году, венецианская нунциатура имела большой успех, особенно в XVI веке во времена итальянских войн, в которых Папское государство принимало участие.
В XVI веке, Джамбаттиста Кастанья, будущее Урбан VII (папа с наикратчайшим понтификатом в истории) был апостольским нунцием в Венецианской республике.
Апостольская нунциатура прекратила свое существование с присоединением Венецианской Республики к Цизальпинской Республике руками Наполеона в 1797 году.

## Апостольские нунции в Венецианской Республике

### Генеральные коллекторы
- Джованни Капогалло (1386—1398).

...

### Апостольские нунции

#### XVI век
- Анджело Леонини — (май 1500 — март 1505);
  - вакансия (1505—1509)
- Анджело Леонини — (сентябрь 1509 — 1510);
- Микеле Клаудио — (сентябрь 1510 — январь 1512);
- Массимо Бруно — (январь 1512 — март 1513);
- Пьетро Бибьена — (март 1513 — февраль 1514);
- Бернардо Клезио — (1514 — 1515);
- Себастьяно Марадини — (1515 — апрель 1517);
- Латино Ювенале — (апрель 1517 — сентябрь 1517);
- Альтобелло Аверольди — (сентябрь 1517 — 1523);
- Томмазо Кампеджи — (1523 — 1525);
- Альтобелло Аверольди — (1526 — 1528);
  - вакансия (1528—1532)
- Роберто Маджо — (1532 — март 1533);
- Джироламо Алеандер — (апрель 1533 — ноябрь 1534);
- Маттео Джиберти — (ноябрь 1534 — ?);
- Джироламо Вералло — (1537 — февраль 1540);
- Джорджо Андреасси — (февраль 1540 — апрель 1542);
- Фабио Миньянелли — (апрель 1542 — август 1544);
- Джованни делла Каза — (август 1544 — 1550);
- Луиджи Беккателли — (март 1550 — 1554);
- Филиппо Аркинто — (1554 — 1556);
- Антонио Тривульцио — (1556 — 1557);
- Карло Карафа — (1557)
  - вакансия (1557—1560)
- Пьер Франческо Ферреро — (1560 — май 1561);
- Ипполито Капилупо — (май 1561 — июнь 1564);
- Гвидо Лука Ферреро — (июнь 1564 — октябрь 1565);
- Пьетро Антонио Ди Капуа — (15 октября 1565 — март 1566);
- Джованни Антонио Факинетти — (6 мая 1566 — 15 июня 1573);
- Джамбаттиста Кастанья — (15 июня 1573 — 1 июля 1577);
- Аннибале ди Капуа — (1 июля 1577 — сентябрь 1578);
- Альберто Болоньетти — (10 сентября 1578 — 12 апреля 1581);
- Лоренцо Кампеджи — (6 мая 1581 — июнь 1585);
- Чезаре Коста — (22 июня 1585 — декабрь 1587);
- Джироламо Маттеуччи — (декабрь 1587 — январь 1590);
- Марчелло Аквавива — (8 января 1590 — 22 декабря 1591);
- Алессандро Музотти — (22 декабря 1591 — 1593);
- Людовико Таверна — (26 февраля 1593 — 23 февраля 1596);
- Антонио Мария Грациани — (23 февраля 1596 — 8 октября 1598).

#### XVII век
- Оффредо Оффреди — (8 октября 1598 — 1 июня 1605, до смерти);
- Орацио Маттеи — (21 июля 1605 — 3 мая 1606, в отставке);
- Берлингерио Джесси — (4 июня 1607 — 14 ноября 1618, в отставке);
- Сиджизмондо Донати — (14 ноября 1618 — 12 мая 1621, в отставке);
- Лаудивьо Дзаккья — (12 мая 1621 — 16 декабря 1623, в отставке);
- Джованни Баттиста Агукки — (16 декабря 1623 — 1 января 1632, до смерти);
- Франческо Вителли — (25 июля 1632 — 2 марта 1644, в отставке);
- Анджело Чези — (2 марта 1645 — 20 сентября 1646, до смерти);
- Шипионе Панноккьески — (6 декабря 1646 — 3 октября 1652, в отставке);
- Франческо Боккападули — (24 августа 1652 — 24 октября 1654, в отставке);
- Карло Карафа делла Спина, C.R. — (31 октября 1654 — 13 августа 1658 — назначен апостольским нунцием при императоре Священной Римской империи);
- Джакомо Альтовитти — (21 сентября 1658 — 22 апреля 1666, в отставке);
- Стефано Бранкаччо — (8 июля 1666 — 10 апреля 1668, в отставке);
- Лоренцо Тротти — (10 апреля 1668 — 1 апреля 1671, в отставке);
- Помпео Варезе — (13 февраля 1671 — 1 октября 1675, в отставке);
- Карло Франческо Айрольди — (27 ноября 1675 — 5 апреля 1683, до смерти);
- Джакомо Кантельмо — (27 сентября 1683 — 18 апреля 1685 — назначен апостольским нунцием в Швейцарии);
- Джузеппе Аркинто — (15 декабря 1689 — 13 января 1696 — назначен апостольским нунцием в Испании).

#### XVIII век
- Агостино Кузани — (26 апреля 1696 — 22 мая 1706 — назначен апостольским нунцием в Испании);
  - Оттавио Гаспарини — (1 августа — 1 декабря 1706, в отставке), (интернунций);
- Джованни Баттиста Ангуиссола — (10 ноября 1706 — 18 августа 1707, до смерти);
  - Оттавио Гаспарини — (1 сентября 1707 — 1 ноября 1710, в отставке), (интернунций во второй раз);
- Джироламо Маттеи Орсини — (2 октября 1710 — 22 сентября 1713);
- Алессандро Альдобрандини — (23 сентября 1713 — 1 июля 1720 — назначен апостольским нунцием при императоре Священной Римской империи);
- Карло Гаэтано Стампа — (23 сентября 1720 — 7 мая 1735, в отставке);
- Джакомо Одди — (7 февраля 1735 — 25 февраля 1739 — назначен апостольским нунцием в Португалии);
- Джованни Франческо Стоппани — (27 февраля 1739 — 1 ноября 1743, в отставке);
- Мартино Иньяцио Караччоло — (30 декабря 1743 — 20 декабря 1753 — назначен апостольским нунцием в Испании);
- Антонио Бранчифорте Колонна — (2 апреля 1754 — 29 января 1760, в отставке);
- Франческо Карафа делла Спина ди Траэтто — (29 января 1760 — 20 ноября 1766 — назначен секретарём Священной Конгрегации по делам епископов и монашествующих);
- Бернардино Онорати — (20 ноября 1766 — 30 сентября 1775 — назначен секретарём Священной Конгрегации по делам епископов и монашествующих);
- Винченцо Рануцци — (18 сентября 1775 — 26 февраля 1782 — назначен апостольским нунцием в Португалии);
- Джузеппе Фиррао — (8 апреля 1782 — 18 августа 1795 — назначен секретарём Священной Конгрегации по делам епископов и монашествующих);
- Джованни Галларати Скотти — (18 августа 1795 — 1797, в отставке).